# ژوپانوفسکی
ژوپانوفسکی (انگلیسی: Zhupanovsky) یک کوه آتشفشانی در شبه‌جزیره کامچاتکای کشور روسیه است.